# Amadis (Lully)

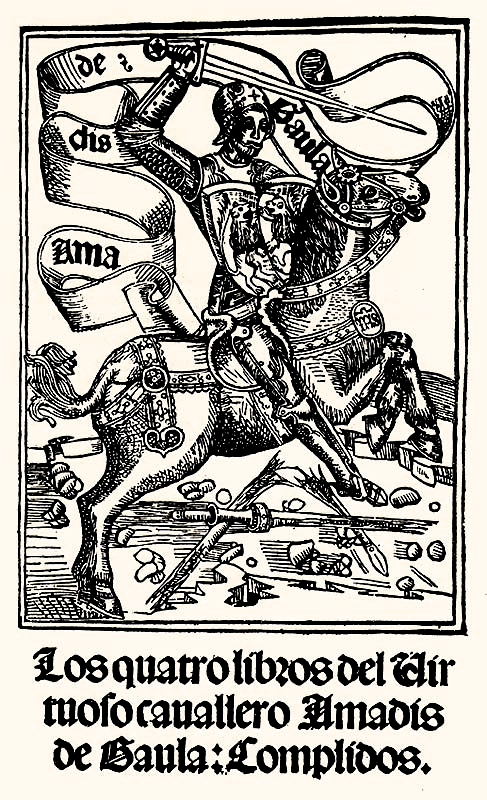
Amadís de Gaula

L'òpera Amadis és un drama musical en un pròleg i cinc actes de Jean-Baptiste Lully amb llibret de Philippe Quinault, basat en l'adaptació de Nicolas Herberay des Essarts d'Amadís de Gaula de Rodríguez de Montalvo. Es va estrenar a l'Òpera de París, el 18 de gener de 1684. Les darreres tres tragèdies de Lully (Amadis, Armide, Roland) estaven basades en novel·les de cavalleria, en lloc de en temes mitològics. De totes tres, Amadis va ser la primera, i el rei Lluís XIV va triar el tema.

## Repartiment
- Alquif, bruixot famós, casat amb Urgande (baríton)
- Urgande, bruixa famosa, casada amb Alquif (soprano)
- Amadís, fill del rei Perion de Gaula (contratenor)
- Oriane, filla del rei Lisuart de Gran Bretanya (soprano)
- Florestan, fill natural del rei Perion (baríton)
- Corisande, sobirana de Gravesande (soprano)
- Arcabonne, bruixa, germana d'Arcalaus i Ardan Canile (soprano)
- Arcalaus, cavaller bruixot, germà d'Arcabone i Ardan Canile (baríton)
- Fantasma d'Ardan Canile (baríton)
- Seguidors d'Alquif, seguidores d'Urgande; cavallers; seguidors i soldats d'Arcalaus, dimonis amb aparença de monstres, nimfes, pastors i pastores; empresonats i carcellers, dimonis voladors, dimonis de l'infern, herois i heroïnes encantades.

## Sinopsi
Des que l'heroi medieval Amadís va morir, la bruixa Urgande i el bruixot Alquif han decidit romandre en un somni encantat. Ara que un heroi encara més gloriós (Lluís XIV) controla el destí del món, els màgics i els seus seguidors desperten i ho celebren.
Amadís i Oriane s'estimen, però Lisuart ha reservat la filla per a un altre espòs. Tot i això, Oriane considera que Amadís li és infidel i el rebutja. D'altra banda, els confidents d'Oriane (Corisande i Florestan) gaudeixen de l'amor. Oriane oculta el seu dolor al torneig que els cavallers celebren en el seu homenatge.
La bruixa Arcabonne està enamorada d'un cavaller sense nom que una vegada li va salvar la vida. El seu germà Arcalaus la troba parlant amb el seu enemic Amadís, que va matar el seu germà Ardan Canile. Mentrestant, Amadís, que tracta d'amagar la seva tristesa entre les ombres del bosc, es troba amb Corisande, que plora perquè Florestan ha estat víctima d'un encanteri desconegut. Els dos cerquen Arcalaus, que manté a Florestan presoner i ara també a Corisande. Arcalaus crida els dimonis perquè li ajudin a lluitar contra Amadís. Els dimonis amb aparença de monstres no poden amb ell, però el que semblen nimfes i pastors aconsegueixen encantar-lo amb amor. Amadís es pensa que una de les nimfes és Oriane, abaixa les armes i segueix el dimoni disfressat.
Com a venjança per la mort del seu germà, Arcabonne pretén assassinar no sols Amadís, sinó també tots els presoners, inclosos Corisande i Florestan. El fantasma d'Ardan Canile surt un moment de la seva tomba per a anunciar que Arcabonne fracassarà en la seva venjança. Quan Arcabonne veu Amadís per primer cop, s'adona que és l'heroi que una vegada li salvà la vida. No pot matar-lo, de manera que allibera tots els presoners.
Com a part del càstig a Amadís, Arcalaus ha empresonat Oriane. Arcabonne accedeix a participar en la seva tortura, no tant per odi com per gelosia. Oriane lamenta el seu destí i la suposada infidelitat d'Amadís. De sobte, veu aparèixer Amadís amb les armes plenes de sang, aparentment mort. Ella se sent culpable i cau desmaiada. S'aproxima una roca incandescent. Quan les flames amainen, apareix un vaixell en forma de gran drac, on viatja la bruixa bona Urgande i els seus seguidors. Fan pujar Amadís i Oriane al vaixell. Els dimonis infernals van a ajudar Arcalaus i Arcabonne però són vençuts pels dimonis bons en l'aire. Els dos germans renuncien a la vida.
Al palau encantat d'Apollidon animat per Urgande, Amadís s'acosta a Oriane. Ella s'alegra molt de veure'l viu, i ell li demostra que només l'estima a ella. Oriane s'ofereix a obtenir el consentiment del seu pare i assenyala l'”arc dels amants lleials”. Tot i l'amor de Florestan per Corisande, gent invisible li aconsella de no travessar l'arc. Només Amadís ho aconsegueix, i el cor de gent invisible beneeix el seu amor fidel. S'obri una cambra prohibida i apareixen herois i heroïnes que han estat allà dintre retinguts per un encanteri, mentre esperaven els amants més fidels. L'encantament acaba i reben a Amadís i Oriane.